# 中村奨成
中村 奨成（なかむら しょうせい、1999年6月6日 - ）は、広島県廿日市市出身のプロ野球選手（外野手、捕手）。右投右打。広島東洋カープ所属。

## 経歴

### プロ入り前
3歳の時に両親が離婚してからは、広島東洋カープの熱狂的なファンである実母の下で育った。
小学校1年時から、少年野球クラブの「大野友星」で軟式野球をスタート。3年時から捕手に転向すると、フルスイングでフライを打つという指導方針の下で、5年時から俊足と長打で頭角を現した。廿日市市立大野東中学校時代には、軟式野球のチームの「大野シニアベースボールクラブ」のメンバーとして、3年時に広島県大会で準々決勝進出を経験した。
地元の広陵高校へ進学してからは、1年春の広島県大会で、背番号「20」ながら正捕手の座を確保。同年夏の選手権広島大会から背番号「2」を着用すると、3年時の夏に広島代表として出場した第99回全国高等学校野球選手権大会では、チームを10年ぶり4度目の準優勝に導いた。また、準決勝までの4試合で、3試合連続本塁打や2度の1試合2本塁打を含む6本塁打を記録。1大会における個人最多本塁打記録（1985年の第67回大会におけるPL学園高校・清原和博の5本）を更新したばかりか、準決勝までに通算で17打点を挙げたことによって、1大会における個人最多打点記録も樹立した。花咲徳栄高校との決勝では、1大会個人最多塁打記録（43）や、1大会個人安打（19本）・二塁打（6本）の最多タイ記録も達成したほか、「1大会中5度および、出場全5試合での猛打賞」という史上初の快挙も成し遂げた。
広陵高校在学中に対外試合で放った本塁打は通算45本で、第99回選手権大会決勝の直後には、「（両親が離婚してから自分が中学校を卒業するまで）女手一つで自分を育ててくれた実母を楽にさせたい」との想いから（NPBドラフト会議での指名に必要な）プロ志望届を日本高等学校野球連盟へ提出することをいち早く表明。大会終了後の9月に開催された2017 WBSC U-18ワールドカップにも、U-18日本代表の捕手として出場したが、打率.120（25打数3安打）という成績にとどまった。それでも、10月に開催されたNPBドラフト会議では、カープと中日ドラゴンズから1巡目で指名。カープが地元の高校生（広島県内の高校に在学中の選手）を1巡目で指名したことは2003年の白濱裕太（広陵高校での先輩に当たる捕手）以来14年ぶりで、高校生の捕手に対する指名で1巡目の入札が複数の球団で競合したことは、NPBのドラフト会議史上初めての事例であった。結局、白濱を擁するカープが、抽選の末に中村への独占交渉権を獲得。指名後の交渉を経て、契約金1億円に出来高分5000万円、年俸800万円（金額は推定）という条件で入団した。背番号は22。
ドラフト会議当時、中日のスカウト部長を務めていた中田宗男は、自身の後輩である九州学院高校の野球部監督から推薦を受けた同校の捕手・村上宗隆（東京ヤクルトスワローズから清宮幸太郎の外れ1位として指名され、内野手として入団）も1位指名候補として検討していたが、当時の自身は捕手を選ぶ上で肩の強さを重視しており、村上は肩の強さに懸念があったため、中村を1位指名したと述べている。

### 広島時代

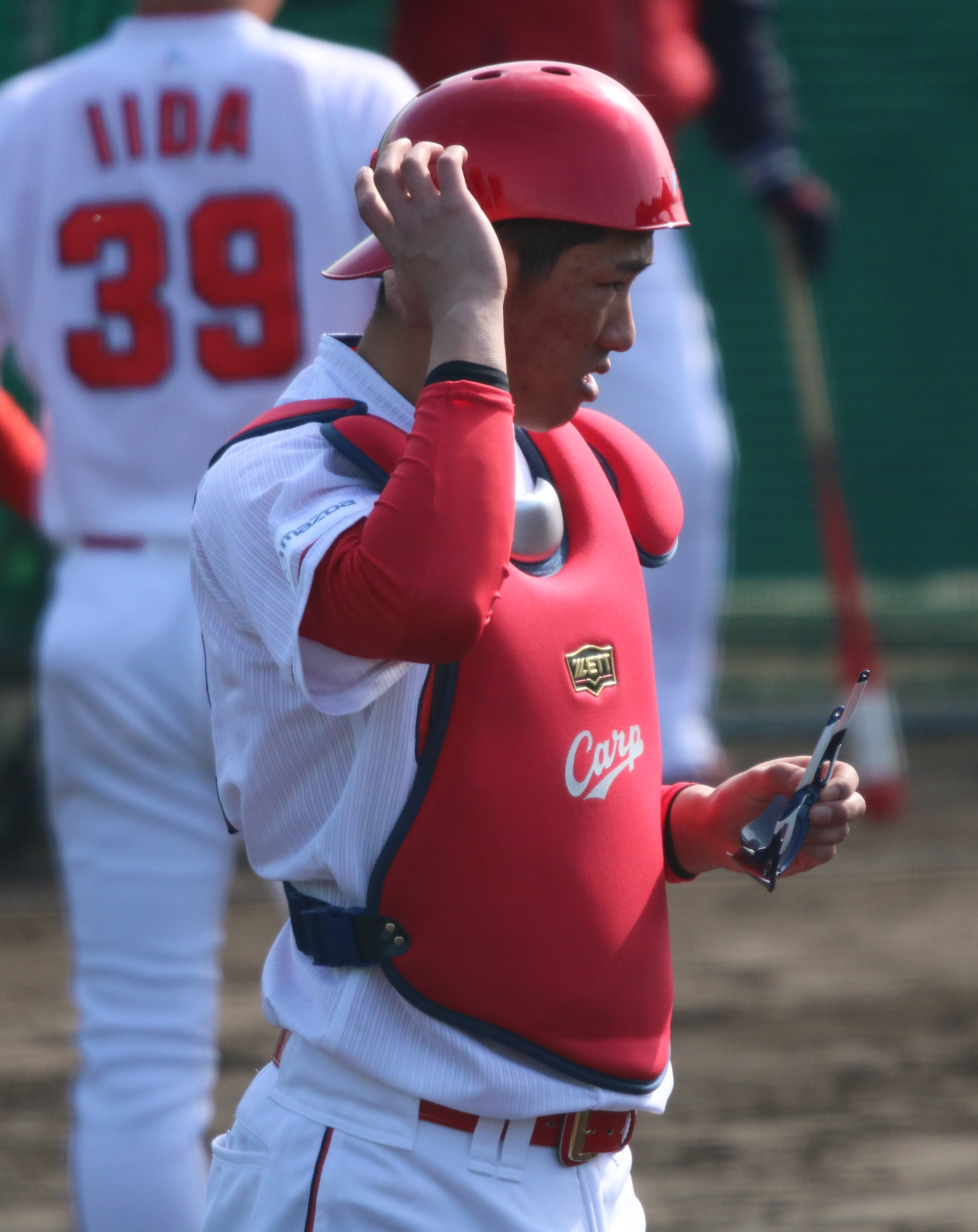
2018年2月8日 東光寺球場での春季キャンプにて

2018年、「（前述した高校時代の実績から）いくら騒がれても、体格や体力が一軍のレベルに達していない限り特別扱いはしない」という二軍監督（当時）の水本勝己の方針の下で、二軍生活に終始。ウエスタン・リーグ公式戦83試合に出場すると、チーム内の捕手で最も多い51試合でマスクを被ったが、打率.201、4本塁打、16打点という成績にとどまった。シーズン終了後のフェニックスリーグで故障したため、秋季キャンプへの参加を見送った。キャンプ後の契約交渉では、推定年俸800万円（現状維持）という条件で契約を更改。
2019年、二軍で迎えた春季キャンプの開始直後から、右第一肋骨の疲労骨折で治療と三軍でのリハビリを余儀なくされた。実戦復帰戦となった6月18日のウエスタン・リーグの阪神タイガース戦（阪神鳴尾浜球場）で「8番・捕手」として先発出場したが、8回表の第4打席で齋藤友貴哉から頭部に死球を受けて救急搬送。搬送先の病院で脳震盪との診断を受けたが、大事には至らず、同月下旬からウエスタン・リーグ公式戦への出場を再開した。同リーグ公式戦では38試合に出場。打率.279、2本塁打、9打点という成績でシーズンを終えると、フェニックスリーグへのフル参戦を経て、前年参加できなかった秋季キャンプで入団後初めて一軍に昇格した。キャンプ中の契約交渉では、100万円減の推定年俸700万円という条件で契約を更改した。
2020年、春季キャンプのスタートを一軍で迎えながら、レギュラーシーズンの開幕一軍入りを逃した。ウエスタン・リーグの公式戦では、開幕直後から打撃が好調で、7月下旬の時点でリーグトップの打率.339を記録。7月25日に入団後初めての出場選手登録、翌7月26日の対横浜DeNAベイスターズ戦（横浜スタジアム）7回表に代打で一軍公式戦へのデビューを果たした。以降も一軍公式戦3試合に出場したが、通算4打席ノーヒットで、8月8日にいったん登録を抹消。抹消後に一軍の捕手陣からベテランの石原慶幸と正捕手の會澤翼が相次いで戦線を離脱したことを受けて、9月11日に再登録を果たしたが、出場機会のないまま9月16日に登録を再び抹消された。なお、ウエスタン・リーグの公式戦では、通算で55試合に出場。打点は14と前年を上回ったものの、打率は.244、1本塁打、14打点という成績にとどまった。シーズン終了後に、現状維持（推定年俸700万円）という条件で契約を更改。一軍公式戦では代打での起用にとどまったことから、更改後に「捕手として試合に出たい」とのコメントを残した。
2021年、入団してから初めて、春季キャンプの全期間を一軍で過ごした。オープン戦でも一軍に帯同。3月9日の対阪神タイガース戦（甲子園）では捕手として先発出場したが、レギュラーシーズンを二軍でスタート。ウエスタン・リーグの公式戦では、捕手に専念していた前年までとは一転して、三塁手や左翼手としても出場した。4月16日に一軍へ再び合流すると、同日の対中日ドラゴンズ戦（バンテリンドーム ナゴヤ）で、「2番・左翼手」として一軍公式戦で初めて先発出場。5回表の攻撃で、初安打（二塁打）と初得点を相次いで記録した。4月25日の対読売ジャイアンツ（巨人）戦でも9回表に東京ドームの右翼フェンスを直撃する二塁打を代打で放つなど、再合流後の一軍公式戦では、通算8打席で打率.333（6打数2安打）を記録していた。チーム事情との兼ね合いで5月9日にいったん出場選手登録を抹消されたが、抹消中に一軍で複数の選手が新型コロナウイルスへ感染したことによる特例措置（感染拡大防止特例2021）で同月18日に再び登録。一軍公式戦で初めて捕手として先発出場した5月19日の対巨人戦では、同点の6回裏一死満塁で迎えた打席での2点適時打によって一軍公式戦での初打点を記録するなど、攻守にわたってチームの勝利に貢献したことから、試合後に初めてヒーローインタビューを受けた。その1か月後（6月19日）の対DeNA戦（いずれも東京ドーム）8回表に、一軍公式戦通算46打席目にして初めての本塁打を石田健大から代打で記録した。一軍公式戦では通算39試合の出場で打率.283、2本塁打、5打点を記録したが、捕手として起用されたのはわずか4試合で、外野の守備に就いた試合数（9試合）を下回った。11月18日、200万円増となる推定年俸900万円で契約を更改した。
2022年、入団5年目で初めて、レギュラーシーズンを一軍でスタート。シーズン前半の6月には、打線の中軸を担っている西川龍馬（レギュラー外野手）の故障による戦線離脱や、他の一軍捕手陣による盗塁阻止率の低さを背景に、捕手や外野手としての先発起用が相次いでいた。この年の誕生日で23歳を迎えていたが、誕生日からおよそ2か月後の8月1日に明治神宮野球場で催された「野球伝来150年プロアマ記念試合」（U-23NPB選抜対大学・社会人選抜戦）には、U-23NPB選抜チームの「3番・捕手」として先発出場している。その一方で、一軍公式戦全体では、前年を下回る27試合の出場で打率.193、0本塁打と低迷。10試合で外野、7試合で捕手の守備に就いたものの、シーズンを通じての一軍帯同までには至らなかった。出場選手登録を抹消されていた7月には、二軍における新型コロナウイルスへの集団感染の影響で、隔離療養を余儀なくされている。さらに、シーズンの終了後には、私生活での問題（女性との交際をめぐるトラブル）が『週刊文春』などで報道。秋季キャンプへの参加も見送られた。秋季キャンプ後に推定年俸800万円（前年から100万円減）という条件で契約を更改したものの、球団幹部から「野球へ真摯に取り組め」との苦言を呈されている。
2023年、春季キャンプからレギュラーシーズンの前半まで、二軍で過ごしていた。ウエスタン・リーグの公式戦では開幕から打撃が好調だったが、「3番・指名打者」として先発出場していた4月27日の対阪神戦（阪神鳴尾浜球場）1回表の攻撃で一塁へ出た後に、牽制球でのアウトを避けようとした帰塁の動作で左足首を故障。自力で立ち上がれないほどの重傷であったため、実戦へ復帰するまでに3か月近くを要した。「打力が二軍で抜きん出ているうえに、走力も持ち合わせているので、捕手に専念させるのはもったいない」という首脳陣の判断で、復帰後のウエスタン・リーグ公式戦にはもっぱら外野手として起用。レギュラーシーズンが後半に差し掛かった7月22日に、「外野手」としてシーズン初の一軍昇格を果たした。西川が前年に続いて故障で戦線を離脱していた一方で、坂倉将吾（1年先輩の高卒捕手）を中心に据えた會澤翼・磯村嘉孝との「捕手3人制」が開幕から一軍で定着していることによる。昇格後は8試合に出場したものの、西川の戦線復帰に伴って、8月7日付で出場選手登録を抹消。昇格中の通算打率は.091（11打数1安打）で、6三振を喫する一方で、守備に就いた2試合には外野手として起用されていた。最終的に18試合に出場し、打率.150、0本塁打、0打点に終わった。10月には前年に引き続き女性トラブルを報じられた。11月10日、50万円減となる推定年俸750万円で契約を更改。11月29日には背番号を96に変更することが発表された。
2024年、外野手登録に変更された。開幕は二軍スタートだったものの、開幕2戦目で新外国人のマット・レイノルズとジェイク・シャイナーが相次いで故障離脱したため、3月31日に二俣翔一とともに一軍に合流したが、4月8日に登録を抹消された。7月4日には宇草孔基が腰痛で離脱したため、入れ替わりで昇格するも、思うような結果を残せなかった。その後も一軍と二軍の往復を繰り返し、最終的に一軍では前年を超える30試合に出場したものの打率.145、1打点、0本塁打に終わった。オフには50万円増の推定年俸800万円で契約を更改した。また、鈴木球団本部長からは「お前のポテンシャルにもう1年かけてみる」といった激励の言葉を受けた。
2025年は春季キャンプを一軍で迎えたものの、3月に二軍再調整を命じられた。この時、二軍ヘッドコーチの福地寿樹からの提案もあり、打撃フォームをオープンスタンスへ変更した。本人曰く3月23日のオリックスとの二軍戦で代打出場して安打を放った際に、これまで以上の好感触を得たという。開幕は二軍で迎えたものの、4月2日に一軍昇格を果たすと、代打起用で結果を残していき、4月20日の阪神戦（甲子園）にて同年初の先発出場を果たし、同試合で複数安打を記録した。4月23日のヤクルト戦では自身3年ぶりとなる猛打賞を記録。5月3日の中日戦では自身4年ぶりとなる決勝打となる右前適時打を放ち、同13日の巨人戦では同じく自身4年ぶりとなる本塁打を戸郷翔征から放った。なお、この試合を含めて5試合連続複数安打を記録した。この期間は主に1番打者として出場を重ねていた。6月に入ると調子を落とした上に、大盛穂が台頭したこともあって途中出場の試合が増えるようになったが、同19日の福岡ソフトバンクホークス戦では自身4年ぶりとなる代打本塁打を放ち、同22日の東北楽天ゴールデンイーグルス戦では4回の二死満塁の局面で代打出場すると、走者一掃の逆転3点適時二塁打を放った。7月に入ると再び状態を上げたことで、先発出場機会が増加していたが、同16日のDeNA戦での守備中に右肩を負傷して途中交代した。結果、「右肩肩鎖関節損傷」と診断され、翌日出場選手登録を抹消された。当初は復帰時期は未定とされていたが、8月1日に二軍戦で実戦復帰を果たすと、同5日に一軍復帰を果たした。再昇格後は主に1番打者として起用され、同10日の中日戦（バンテリンドーム ナゴヤ）にて松葉貴大から自身初の先頭打者本塁打、17日の東京ヤクルトスワローズ戦では自身初の4安打を記録するなど起用に応えた。

## プレースタイル
走・攻・守に加えて、先輩投手の投球練習中にも物怖じせずに自分の意見を伝えられるほど、コミュニケーションの能力が高い捕手。広島への入団交渉を担当したスカウト総括部長の苑田聡彦からは、「左方向にも右方向にも打てるので、捕手でも三塁手でも日本一の選手になれる」とも評価されている。本人は「走・攻・守三拍子揃った捕手」を目指しているが、広島への入団4年目（2021年）からは、三塁や外野も守っている。

## 詳細情報

### 年度別打撃成績
| 年 度     | 球 団     | 試 合 | 打 席 | 打 数 | 得 点 | 安 打 | 二 塁 打 | 三 塁 打 | 本 塁 打 | 塁 打 | 打 点 | 盗 塁 | 盗 塁 死 | 犠 打 | 犠 飛 | 四 球 | 敬 遠 | 死 球 | 三 振 | 併 殺 打 | 打 率 | 出 塁 率 | 長 打 率 | O P S |
| --------- | --------- | ----- | ----- | ----- | ----- | ----- | -------- | -------- | -------- | ----- | ----- | ----- | -------- | ----- | ----- | ----- | ----- | ----- | ----- | -------- | ----- | -------- | -------- | ----- |
| 2020      | 広島      | 4     | 4     | 4     | 0     | 0     | 0        | 0        | 0        | 0     | 0     | 0     | 0        | 0     | 0     | 0     | 0     | 0     | 1     | 0        | .000  | .000     | .000     | .000  |
| 2021      | 広島      | 39    | 61    | 53    | 15    | 15    | 3        | 0        | 2        | 24    | 5     | 3     | 1        | 0     | 0     | 8     | 0     | 0     | 15    | 0        | .283  | .377     | .453     | .830  |
| 2022      | 広島      | 27    | 58    | 57    | 1     | 11    | 2        | 0        | 0        | 13    | 5     | 0     | 2        | 0     | 0     | 1     | 0     | 0     | 8     | 0        | .193  | .207     | .228     | .435  |
| 2023      | 広島      | 18    | 20    | 20    | 2     | 3     | 0        | 0        | 0        | 3     | 0     | 0     | 1        | 0     | 0     | 0     | 0     | 0     | 7     | 0        | .150  | .150     | .150     | .300  |
| 2024      | 広島      | 30    | 70    | 69    | 4     | 10    | 2        | 0        | 0        | 12    | 1     | 0     | 1        | 0     | 0     | 1     | 0     | 0     | 13    | 1        | .145  | .157     | .174     | .331  |
| 通算：5年 | 通算：5年 | 118   | 213   | 203   | 22    | 39    | 7        | 0        | 2        | 52    | 11    | 3     | 5        | 0     | 0     | 10    | 0     | 0     | 31    | 1        | .192  | .230     | .256     | .486  |

- 2024年度シーズン終了時

### 年度別守備成績
捕手守備
| 年 度 | 球 団 | 捕手  | 捕手  | 捕手  | 捕手  | 捕手  | 捕手     | 捕手  | 捕手     | 捕手     | 捕手     | 捕手     |
| 年 度 | 球 団 | 試 合 | 刺 殺 | 補 殺 | 失 策 | 併 殺 | 守 備 率 | 捕 逸 | 企 図 数 | 許 盗 塁 | 盗 塁 刺 | 阻 止 率 |
| ----- | ----- | ----- | ----- | ----- | ----- | ----- | -------- | ----- | -------- | -------- | -------- | -------- |
| 2021  | 広島  | 4     | 11    | 4     | 0     | 1     | 1.000    | 0     | 9        | 7        | 2        | .222     |
| 2022  | 広島  | 7     | 45    | 5     | 1     | 1     | .980     | 0     | 9        | 6        | 3        | .333     |
| 通算  | 通算  | 11    | 56    | 9     | 1     | 2     | .985     | 0     | 18       | 13       | 5        | .278     |

外野守備
| 年 度 | 球 団 | 外野  | 外野  | 外野  | 外野  | 外野  | 外野     |
| 年 度 | 球 団 | 試 合 | 刺 殺 | 補 殺 | 失 策 | 併 殺 | 守 備 率 |
| ----- | ----- | ----- | ----- | ----- | ----- | ----- | -------- |
| 2021  | 広島  | 9     | 13    | 0     | 2     | 0     | .867     |
| 2022  | 広島  | 10    | 15    | 0     | 0     | 0     | 1.000    |
| 2023  | 広島  | 3     | 4     | 0     | 0     | 0     | 1.000    |
| 2024  | 広島  | 19    | 28    | 0     | 0     | 0     | 1.000    |
| 通算  | 通算  | 41    | 60    | 0     | 2     | 0     | .968     |

- 2024年度シーズン終了時[注 3]

### 記録
初記録
- 初出場：2020年7月26日、対横浜DeNAベイスターズ8回戦（横浜スタジアム）、7回表に薮田和樹の代打で出場[21]
- 初打席：同上、7回表に平良拳太郎から投ゴロ[21]
- 初先発出場：2021年4月16日、対中日ドラゴンズ4回戦（バンテリンドーム ナゴヤ）、「2番・左翼手」で先発出場[29]
- 初安打：同上、5回表に鈴木博志から左越二塁打[29]
- 初打点：2021年5月19日、対読売ジャイアンツ11回戦（東京ドーム）、6回表に髙橋優貴から左前2点適時打[33]
- 初盗塁：2021年5月28日、対千葉ロッテマリーンズ1回戦（ZOZOマリンスタジアム）、4回表に二盗（投手：鈴木昭汰、捕手：佐藤都志也）
- 初本塁打：2021年6月19日、対横浜DeNAベイスターズ10回戦（東京ドーム）、8回表に石田健大から左越ソロ[34]

### 背番号
- 22（2018年[10] - 2023年）
- 96（2024年[47] - ）

### 代表歴
- 2017 WBSC U-18ワールドカップ